# مهکی‌امین‌بیگ
مهکی‌امین‌بیگ، روستایی از توابع دهستان بشیوه و پاطاق بخش مرکزی شهرستان سرپل ذهاب در استان کرمانشاه ایران است.

## جمعیت
این روستا در دهستان بشیوه و پاطاق قرار دارد و براساس سرشماری مرکز آمار ایران در سال ۱۳۸۵، جمعیت آن ۵۴ نفر (۱۵خانوار) بوده‌است.